# Abuk (mitología)
Abuk es la primera mujer según la mitología dinka.
Los dinka representan a Abuk como una serpiente, un animal asociado a la mujer en muchas culturas africanas por su inteligencia, pero también está asociada a la luna, las ovejas y los jardines. En algunas narraciones se asocia al dios de la lluvia, Deng, y en otras es la creadora del dios de la lluvia y la fertilidad, Danka. Es la única deidad femenina de la mitología dinka.

## El mito
Los dinka creen que el Creador hizo a Abuk y Garang, el primer hombre, con la rica arcilla que abunda en Sudán del Sur. Una vez creados, fueron metidos en una gran vasija. Cuando el Creador abrió la vasija, ambos cobraron vida como dos hermosos seres, salvo que la mujer era mucho más pequeña de lo que había pensado, como una habichuela. Entonces, fue colocada en un depósito lleno de agua un tiempo, para que absorbiera el agua como una esponja y alcanzara el tamaño deseado.
El Creador, Nhialac, les dio únicamente un grano diario para comer. Abuk decidió que se comería el grano en días alternos, y el otro lo plantaría. El dios de la lluvia, Deng, se asoció con ella para hacer crecer las cosechas. Abuk y Garang tuvieron dos hijos y una hija, Ai-Yak, aunque otras narraciones añaden otras dos diosas, Candit y Nyaliep. En otras narraciones del mismo mito en que Abuk es la creadora de los hombres, aparece un personaje llamado Lwal Dujarrok que interviene en la ruptura entre el cielo y la tierra.
Abuk y Garang empezaron a producir mucho más grano del necesario para evitar el hambre en el futuro, pero Abuk creó un azadón tan grande que golpeó al Creador con el mango, y éste se retiró de la Tierra. Envió un pájaro llamado atoc para que cortara la cuerda que unía el cielo con la Tierra, y dejó a los humanos solos, a merced de la enfermedad y la muerte.
Los dinkas adoran a Abuk como la primera mujer y la primera madre y celebran festivales en su honor.